# Simó Aguilar i Castelló
Simó Aguilar i Castelló   (València, 24 de maig de 1955 - 10 de febrer de 2006) va ser un activista cultural de la ciutat de València.
A finals de l'any 1987, després de participar en una tertúlia en un programa de Ràdio Klara, Simó es va decidir a crear el seu propi programa a la mateixa emissora. El nom del programa era “A la nostra marxa” i s'emetia els dilluns a la nit. La finalitat del programa era la normalització del valencià en la ràdio, pràcticament inexistent als mitjans de l'època, i el foment de la música en valencià. El programa incloïa entrevistes a grups musicals, associacions culturals i personatges del nacionalisme i la cultura valenciana.
Després d'uns mesos a Ràdio Klara, en juliol de 1988, el programa passa a emetre's a Radio Funny. Durant aquest any Simó organitza el “1r Festival A la Nostra Marxa”, que es va celebrar al Teatre Micalet de València i al que actuaren, entre d'altres, els grups Carraixet, 4000 Som Prou i el cantautor Salvador Boix.
En 1990 el programa es deixa d'emetre i no torna fins dos anys després en Onda Acción, ara els dissabtes per la vesprada. En aquesta època comença a organitzar el Concurs de Maquetes per a tots els grups que començaven la seua activitat musical.
Després que es tancara Onda Acción, al juny de 1993, Simó decideix crear la seua pròpia emissora muntada al seu domicili. Li posa per nom Ràdio Nova i es sintonitzava al 99.4 de la FM.
Al novembre d'aquest mateix any organitza el “III Festival A la Nostra Marxa” a la sala Universal de València, amb els guanyadors del concurs: Fil d'Aram, Antídoto i Ilustres Indultados. Amb el programa ja instal·lat a Ràdio Nova, es continuaren organitzant festivals anuals fins a l'any 2005. En aquests festivals actuaven els guanyadors del concurs de grups novells, triats per votació popular pels oients que telefonaven al programa. Al llarg dels anys passaren pels festivals de A la nostra marxa grups que cantaven en valencià com Munlogs, Obrint pas, Metall i So, Sant Gatxo, Sva-ters o La Gossa sorda, entre d'altres, i també grups valencians que cantaven en castellà o anglès.
Aprofitant el gran nombre d'oients habituals del programa creà el Club A la Nostra Marxa, obert a tot aquell que volguera unir-se i que servia per a organitzar els festivals anuals, concerts i activitats culturals diverses. Entre aquestes uns premis anuals amb diferents apartats com a reconeixement a grups i persones destacats de la cultura valenciana, la Nit de les Lletres Catalanes, la Mostra de Pop-Rock en Català al País Valencià, o la revista dedicada a les falles Marxa Popular Fallera,.
Simó Aguilar va emmalaltir de càncer l'any 2005 i va morir el mes de febrer de l'any següent.